# Inteligencia eterna de Dyson

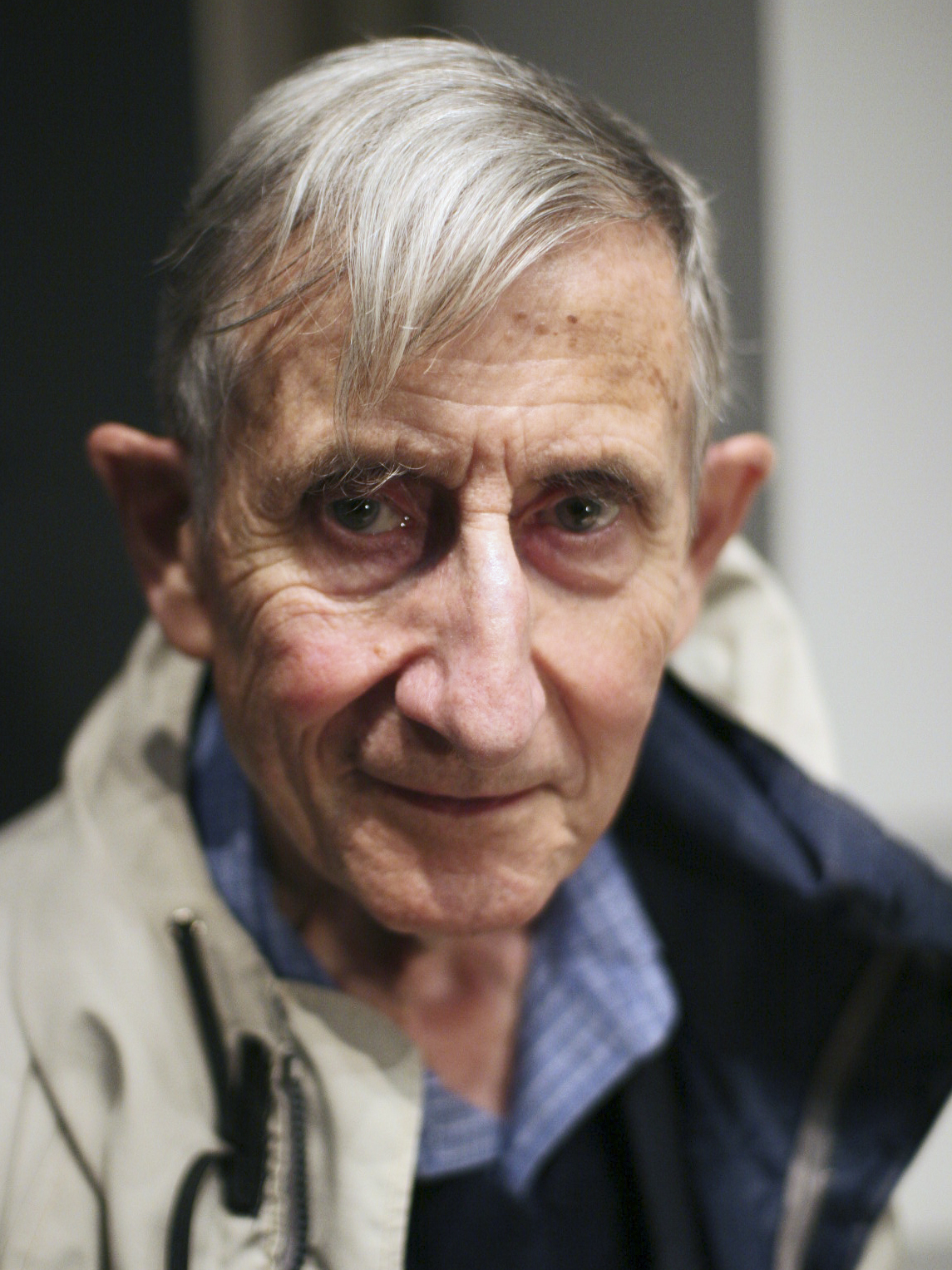
Freeman Dyson

El concepto de inteligencia eterna de Dyson (del inglés: Dyson's eternal intelligence) o escenario Dyson (Dyson Scenario) afirma que los seres inteligentes serían capaces de pensar un número infinito de pensamientos en un universo abierto.  La idea fue publicada en 1979 en un artículo científico y luego en un popular libro por el físico y matemático inglés Freeman Dyson (1923).
Los seres inteligentes comenzarían almacenando una cantidad finita de energía. A continuación, utilizarían una mitad (o cualquier otra fracción) de esa energía para alimentar su pensamiento. Cuando se agotase el gradiente energético creado por esa fracción de combustible almacenado, los seres entrarían en un estado de consumo energético cero hasta que el universo se enfriase. Una vez que el universo se hubiese enfriado lo suficiente, la mitad de la mitad restante de las reservas de combustible de los seres inteligentes (un cuarto de la energía original) sería liberada, potenciando una vez más un breve período de reflexión. Esto continuaría, con cantidades cada vez más pequeñas de energía liberada. A medida que el universo se enfriase, los pensamientos serían más y más lentos, pero aun así habría un número infinito de ellos.
Dos recientes observaciones han presentado problemas para el escenario de Dyson. La primera es que la expansión del universo parece estar acelerándose en lugar desacelerándose debido a una constante cosmológica positiva, lo que implica que dos regiones cualesquiera del universo finalmente quedaran permanentemente separados una de otra. La segunda es que parece que hay un límite inferior para la temperatura de un vacío, lo que significa que el universo no continuaría enfriándose indefinidamente.[cita requerida].
Además, muchas teorías de la gran unificación predicen que los protones son inestables, aunque con una vida media muy larga. Así, la base material para la inteligencia podría finalmente llegar a desaparecer (en cuyo caso otro tipo de materia, posiblemente, podría ser utilizada). Sin embargo, ninguna evidencia de la desintegración de los protones ha sido detectada.
Sin embargo, incluso si la inteligencia no pudiese continuar su propia supervivencia indefinidamente en un universo en constante expansión, podría ser capaz de crear un 'universo bebé' mediante un agujero de gusano en el espacio-tiempo, y añadiendo un poco de ADN esperar que la vida finalmente pudiera replicarse a sí misma allí. Por otro lado, el futurista e inventor Ray Kurzweil predice que una raza muy superior de posthumanos o la inteligencia artificial podría ser capaz de evolucionar hasta el punto en que puedan controlar el Universo, invalidando así la muerte térmica y continuando por siempre.